# Мужчине живётся трудно. Фильм 11: Незабудка Торадзиро
«Мужчине живётся трудно. Фильм 11: Незабудка Торадзиро» (яп. 男はつらいよ　寅次郎忘れな草, отоко-ва цурай ё: торадзиро васурэнагуса; англ. Tora-san's Forget Me Not (Tora-san 11) — японская комедия режиссёра Ёдзи Ямады, вышедшая на экраны в 1973 году. Новые, одиннадцатые по счёту комические приключения главного героя, добродушного простака Тора-сана, в которых он впервые встречается с красавицей Лили (в исполнении популярной актрисы и певицы Рурико Асаока), которая впоследствии будет героиней ещё трёх серий этого популярного в Японии киносериала.

## Сюжет
Торадзиро как всегда не слишком долго засидится в Сибамата у дяди Тацудзо, тёти Цунэ и сестры Сакуры. По дороге на Хоккайдо, он встречает красивую ресторанную певицу Лили Мацуоку, с которой он много и долго болтает на разные темы, потому что у них много общего. Они оба из Токио и проводят всю жизнь в скитаниях. Двигаясь дальше на север, Тора-сан нанимается на работу, на молочную ферму. Но через три дня заболевает. Приехавшая Сакура забирает его домой, где он быстро восстанавливается после физического перенапряжения. В то время как, он вновь решает пуститься в странствия по стране, к нему приходит Лили. Она была уволена с работы и решила, прежде чем уехать, зайти попрощаться. Но обстоятельства складываются таким образом, что ей приходится задержаться и провести несколько дней в их доме. Обаятельная Лили завоёвывает сердца всех членов семьи, которые в тайне надеются, что эта красавица покорит и сердце Тора-сана.

## В ролях
- Киёси Ацуми — Торадзиро Курума (или Тора-сан)
- Тиэко Байсё — Сакура, его сестра
- Рурико Асаока — Лили
- Гин Маэда — Хироси Сува, муж Сакуры
- Тацуо Мацумура — Тацудзо, дядя Тора-сана
- Тиэко Мисаки — Цунэ, тётя Тора-сана
- Хисао Дадзай — Умэтаро, босс Хироси
- Тисю Рю — священник
- Хаято Накамура — Мицуо Сува
- Гадзиро Сато — Гэн
- Дзюнкити Оримото — Тамаки
- Ацуко Накадзава — жена Тамаки
- Хироми Китахара — Мэгуми

## Премьеры
- — национальная премьера фильма состоялась 4 августа 1973 года в Токио[1].
- — премьера в США 4 января 1974 года[1].
- — впервые показан российскому зрителю 21 ноября 2019 года под названием «Мужчине живётся трудно: Незабудка Торадзиро» в рамках ретроспективы фильмов режиссёра Ёдзи Ямады в Москве (в конференц-зале Государственной Третьяковской галереи)[2].

## Награды и номинации
Кинопремия «Майнити» (1974)
- Премия лучшему режиссёру 1973 года — Ёдзи Ямада.
- Премия за лучший сценарий 1973 года — Ёдзи Ямада, Акира Миядзаки и Ёситака Асама (Ex aequo — «Мужчине живётся трудно. Фильм 10: Сновидение Торадзиро»).

Премия журнала «Кинэма Дзюмпо» (1974)
- Номинация на премию за лучший фильм 1973 года, однако по результатам голосования занято лишь 9-е место.